# Baulme-la-Roche
Baulme-la-Roche é uma comuna francesa na região administrativa da Borgonha-Franco-Condado, no departamento de Côte-d'Or. Estende-se por uma área de 6,67 km². Em 2010 a comuna tinha 90 habitantes (densidade: 13,5 hab./km²).